# کوریا (روم باستان)
کوریا (به لاتین: Curia) در روم باستان اشاره به یکی از سی گروه بنیادین شهروندان شهر روم دارد که هر شهروند رومی به یکی از این سی گروه تعلق می‌داشت. کارکردهای آن عبارت بودند از تأیید انتخابات کلانترهای دارای اقتدار، نظارت بر نصب کاهنان، نظارت بر وصیت‌نامه‌ها و نیز فرزندپذیری‌ها.
این واژه امروزه برای نامیدن یک مجمع، شورا، یا دادگاه به‌کار می‌رود که در آن موضوعات عمومی، رسمی یا دینی مورد بحث و تصمیم‌گیری واقع می‌شوند.
در دوران قرون وسطی به شورای یک پادشاه معمولاً عنوان کوریا داده می‌شد.

## امروزه
امروزه معروف‌ترین کوریا همانا کوریای کلیسای کاتولیک رم است. همچنین دیوان دادگستری اتحادیه اروپا از عنوان «CVRIA» در مُهر رسمی خود استفاده می‌کند. کاخ فدرال سوئیس از عنوانCuria Confœderationis Helveticæ به‌معنای «کوریای کنفدراسیون سوئیس» برای خود استفاده می‌کند.